# NGC 5407
NGC 5407 (również PGC 49890 lub UGC 8930) – galaktyka eliptyczna (E?), znajdująca się w gwiazdozbiorze Psów Gończych. Odkrył ją William Herschel 16 maja 1787 roku.